# Gilbertiodendron zenkeri
Espèce
Synonymes
- Macrolobium zenkeri Harms[1]

Gilbertiodendron zenkeri (Harms) J.Léonard est une espèce de plantes à fleurs de la famille des Fabaceae et du genre Gilbertiodendron, selon la classification phylogénétique. C'est un arbre trouvé en Afrique.

## Étymologie
Son épithète spécifique zenkeri rend hommage au botaniste et collecteur allemand Georg August Zenker.

## Description
Cet arbre d'Afrique se développe dans les forêts tropicales humides . 